# Белянков, Алексей Владимирович
Алексей Владимирович Белянков (род. 14 января 1975, Большое Сорокино, Тюменская область) — российский хоккеист, защитник.

## Биография
Воспитанник тольяттинской «Лады». На профессиональном уровне играл за «Ладу» в сезонах 1992/93 — 1993/94 в МХЛ. В первом сезоне провёл два матча, во втором — один. Сыграл три встречи в Открытом первенстве России за «Ладу-2».